# Petersberger Klimadialog

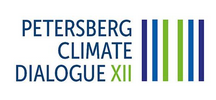
Logo des 12. Petersberger Klimadiaglogs 2021

Der Petersberger Klimadialog (international ist die englische Bezeichnung Petersberg Climate Dialogue gebräuchlich) ist eine Serie jährlicher internationaler Konferenzen auf Ministerebene, die als Impulsgeber zur Vorbereitung der jährlichen UN-Klimakonferenzen dienen. Die informellen Gesprächsrunden von Vertretern ausgewählter Staaten dienen dem Ausloten möglicher Bündnisse. Der Dialog wurde nach dem gescheiterten Klimagipfel von Kopenhagen 2009 auf Initiative von Deutschland ins Leben gerufen, um den Klimaschutzprozess neu zu beleben. Da der erste Klimadialog auf dem Petersberg bei Bonn stattfand, wurde die Bezeichnung auch für die folgenden Konferenzen beibehalten, obwohl sie seither in Berlin stattfanden. Getragen werden die Konferenzen jeweils gemeinsam von Deutschland und dem Gastgeberland der bevorstehenden Klimakonferenz.

## Liste der Konferenzen
Die Nummerierung der Konferenzen erfolgt alternativ auch mit hintangestellter römischer Ziffer, z. B. Petersberger Klimadialog I, oder englisch mit vorangestellter ausgeschriebener Ordnungszahl, also z. B. First Petersberg Climate Dialogue:
- I: 2. bis 4. Mai 2010 auf dem Petersberg bei Bonn (getragen von Deutschland und Mexiko)[2]
- II: 3./4. Juli 2011 in Berlin (getragen von Deutschland und Südafrika)[3]
- III: 16./17. Juli 2012 in Berlin (getragen von Deutschland und Katar)[4]
- IV: 4. bis 7. Mai 2013 in Berlin (gemeinsam getragen von Deutschland und Polen); siehe UN-Klimakonferenz in Warschau 2013#Petersberger Klimadialog
- V: 14./15. Juli 2014 in Berlin (getragen von Deutschland und Peru)[5]
- VI 17. bis 19. Mai 2015 in Berlin (getragen von Deutschland und Frankreich)[6][7]
- VII: 4./5. Juli 2016 in Berlin (getragen von Deutschland und Marokko; Motto: „Making the Paris Agreement a reality“, „Das Pariser Abkommen wahr machen“)[8]
- VIII: 22./23. Mai 2017 in Berlin (getragen von Deutschland und Fidschi; Motto: „Working together on solutions“, „Zusammen Lösungen erarbeiten“)[9]
- IX: 18./19. Juni 2018 in Berlin (getragen von Deutschland und Polen, Motto: „Changing together for a just transition“, „Gemeinsame Veränderung für einen gerechten Übergang“)[10]
- X: 12. bis 14. Mai 2019 in Berlin (getragen von Deutschland und Chile, Motto „Fulfilling the Promises of Paris“, „Die Versprechen von Paris erfüllen“)[11]
- XI: 27./28. April 2020 (getragen von Deutschland und dem Vereinigten Königreich). Obwohl die COP 26 aufgrund der COVID-19-Pandemie verschoben wurde, trafen sich Ministeriale aus ca. 35 Ländern ebenfalls wegen COVID-19 erstmals ausschließlich auf digitaler Ebene. Das Meeting gilt als bedeutsam, da stark verbesserte Klimaschutz-Zusagen der Staaten für nötig erachtet werden, um mindestens das Zwei-Grad-Ziel der Vereinten Nationen zu erreichen.[12] Die Partizipation und der Dialog sollten mit Videobotschaften auch von NGOs, einem Livestream zu Reden im High-Level-Segment und durch Twitter (Hashtag #PCD11) gewährleistet werden.[13]
- XII: 6./7. Mai 2021 (getragen von Deutschland und dem Vereinigten Königreich).[14] Bereits vor den Gesprächen auf Ministerebene finden von 3. bis 6. Mai virtuelle öffentliche Veranstaltungen zu speziellen Themen statt.
- XIII: 17. bis 19. Juli 2022 (getragen von Deutschland und Ägypten)[15]
- XIV: 1. bis 3. Mai 2023 (getragen von Deutschland und den Vereinigten Arabischen Emiraten vertreten durch den designierten Präsidenten der UN-Klimakonferenz in Dubai 2023 (COP28) Sultan Ahmed Al Jaber)[16]
- XV: 25. bis 26. April 2024 (getragen von Deutschland und Aserbaidschan, vertreten durch Staatspräsident Ilham Aliyev als Gastgeber der COP29)[17]

## Aufgaben und Chancen
„Der Petersberger Klimadialog ist und bleibt der Ort, wo wir Allianzen bilden können unter Nationen, die vorangehen wollen: Industrienationen, Inselstaaten, Schwellenländer und die Zivilgesellschaft kommen hier zusammen. Hier wollen wir die Grundlagen für gemeinsame Beschlüsse auf der Weltklimakonferenz legen und hier kommen wir mit konkreten Partnerschaften für den Klimaschutz auch über geopolitische Grenzen hinweg in den Dialog. … Wir stehen mit der Klimakrise gemeinsam vor der größten Sicherheitsherausforderung unseres Jahrhunderts. Alle, die heute hier versammelt sind, können ihren Beitrag zur Eindämmung der Klimakrise leisten. Denn, und das ist die gute Nachricht des jüngsten IPCC-Berichts: Wir haben die politischen Instrumente, wir haben die finanziellen Mittel auf der Welt und die technischen Lösungen, um diese Krise einzudämmen.“

## Ergebnisse

### 2010
Petersberg I leistete einen Beitrag zur Vorbereitung des Klimaschutzpakets für die 16. UN-Klimakonferenz in Cancún für ein schrittweises Vorgehen und entwarf eine „Handlungsschiene“ zusätzlich zur existierenden „Verhandlungsschiene“. Unter anderem wurde die Partnerschaft für Minderungsstrategien und Transparenz bei der Umsetzung der Ziele mit Südafrika und Südkorea ins Leben gerufen.

### 2015
Der VI. Petersberger Klimadialog bereitete die Pariser Klimakonferenz im Dezember 2015 vor. Die Teilnehmer einigten sich darauf, dass Klimaschutzbeiträge der einzelnen Staaten deutlich vor der Pariser Konferenz vorgelegt werden sollten und dass die Ambitionen zur Schließung der Lücke zum Erreichen einer 2-Grad-Obergrenze gesteigert werden sollten. Außerdem sollten Entwicklungsländer bei der Verfolgung ihrer Klimaschutzziele besonders gefördert werden.

### 2019
Da man sich 2018 auf der COP 24 in Katowice auf ein gemeinsames Regelwerk für das Pariser UN-Klimaabkommen von 2015 verständigt hatte, ging es 2019 zur Vorbereitung der Weltklimakonferenz in Chile weniger um Neuverhandlungen über Klimaziele: Weil die bisherigen nationalen Klimaschutzbeiträge nicht ausreichten, das Ziel von maximal 2 Grad Erwärmung zu erreichen, sollte der zentrale Punkt die in Paris vereinbarte Überprüfung und Verbesserung der Beiträge im Jahr 2020 sowie deren Finanzierung (z. B. CO2-Preis) sein.
Bei einer Zwischenbilanz vor der COP24 in Katowice hatte die deutsche Umweltministerin Svenja Schulze stellvertretend für ihre Bundesregierung eingeräumt, dass die nationalen Klimaziele für das Jahr 2020 verfehlt würden: Elektrischer Strom sei inzwischen zu 36 % erneuerbar, der Ausstieg aus der Kohleverstromung jedoch für ihr Land die wohl größte Herausforderung, ein „Klimaschutzgesetz“ werde vorbereitet. Das Format des Talanoa-Dialogs aus der Konferenz des Gastgeberlandes Fidschi 2017 in Bonn wurde 2018 für die Suche nach einem Konsens wieder aufgenommen. Der Fraktionschef der Grünen im Bundestag Anton Hofreiter forderte daraufhin die Regierung der viertgrößten Industrienation der Welt und des größten Verstromers von Braunkohle zu konkreten Klimaschutzmaßnahmen auf, auch im Verkehr, bei Gebäuden und in der Landwirtschaft. 7 bis 10 Gigawatt Braunkohlestrom seien sofort abzuschalten angesichts einer Überproduktion. Es gehe schlichtweg um die Lebensgrundlagen insbesondere der Kinder.

### 2020
Bereits Mitte April 2020 riefen auf Initiative des Vorsitzenden des Umweltausschusses im Europäischen Parlament, Pascal Canfin 180 Politiker, darunter neben der deutschen Bundesumweltministerin Svenja Schulze (SPD) Minister aus zehn weiteren EU-Ländern wie Frankreich, Italien, Österreich, Portugal, Schweden und Spanien sowie Unternehmenschefs, Manager, Gewerkschaften und Experten dazu auf, bei Wiederanschub-Maßnahmen für die Wirtschaft nach der COVID-19-Pandemie verstärkt Wert auf Nachhaltigkeit zu legen: Investitionen auf allen Ebenen müssten Klimaschutz und den Erhalt der Ökosysteme betonen. im Vorfeld der Konferenz appellierten dann auf Initiative der „2-Grad-Stiftung“ zusätzlich nochmals fast 70 namhafte deutsche Industrieunternehmen, darunter die Allianz SE und Bayer AG, E.ON, HeidelbergCement, Otto Group, Puma, Telekom Deutschland oder die ThyssenKrupp AG an die deutsche Bundesregierung, einen Neustart konsequent für Nachhaltigkeit und Klimaschutz zu nutzen, um Krisenresilienz zu erreichen. Zum Beginn der Konferenz wies Svenja Schulze darauf hin, dass die Ausgestaltung zukünftiger Wirtschaftsprogramme zur Bewältigung der Folgen der „Corona-Krise“ über wirkliche Fortschritte beim Klimaschutz entscheiden werde.
Das z. B. von der Umwelt- und Entwicklungsorganisation Germanwatch und anderen NGOs eingeforderte höhere Klimaziel von 55 Prozent CO2-Minderung bis 2030 gegenüber 1990 griff Bundeskanzlerin Merkel mit Blick auf die am 1. Juli 2020 beginnende deutsche EU-Ratspräsidentschaft und den diskutierten European Green Deal auf und sprach sich für ein Ziel von 50 bis 55 Prozent aus; auch Svenja Schulze hatte sich bereits in ihrer Eröffnungsrede für eine entsprechende Erhöhung starkgemacht. Neben Merkel bezeichnete zum Abschluss der virtuellen Konferenz auch UN-Generalsekretär António Guterres die Corona-Krise als eine Chance zum Aufbau einer neuen, gesünderen und resilienteren Welt.

### 2021
Der 12. Petersberger Klimadialog begann am 3. Mai 2021 wiederum im digitalen Format; am 5. Mai traf sich in diesem Rahmen die deutsche Bundesumweltministerin Svenja Schulze mit Umweltministern und anderen Regierungsvertretern aus rund 40 Staaten; für die Schweiz nahm die Bundesrätin Simonetta Sommaruga teil. Das Treffen diente der Vorbereitung der aufgrund der Corona-Pandemie auf Ende 2021 verschobenen 26. UN-Klimakonferenz (COP 26) in Glasgow (Schottland) mit Großbritannien als gastgebendem Land.
Im Lauf des virtuellen Treffens verabschiedete die deutsche Bundesregierung ein neues nationales Klimaziel, nachdem das Bundesverfassungsgericht Ende März Teile des bisherigen nationalen Klimaschutzgesetzes als verfassungswidrig eingestuft hatte.
Zum Ende der Konferenz sprachen auch der UN-Generalsekretär António Guterres, die deutsche Bundeskanzlerin Angela Merkel sowie der britische Premierminister Boris Johnson zur Versammlung: Guterres appellierte für nationale Verpflichtungen, bis 2050 emissionsfrei zu werden, um einen katastrophalen globalen Temperaturanstieg um 2,4 Grad Celsius bis Ende des Jahrhunderts zu vermeiden; Merkel rief die Staaten zu schnellem und solidarischem Handeln auf und warb für einen klimafreundlichen Neustart nach der Corona-Krise" sowie die CO2-Bepreisung: Diese sei ein besonders geeignetes Lenkungsinstrument. Es bedürfe zusätzlicher Anstrengen, um die von den Industrieländern 2009 geleisteten Zusagen einzuhalten, bis 2020 jährlich 82 Mrd. Euro öffentliches und privates Geld für die Klimafinanzierung zu mobilisieren, vor allem angesichts des großen Bedarfs der Entwicklungsländer. Währenddessen hatte Johnson als Gastgeber der COP 26 versucht, Deutschland zu höheren Klimafinanzierungszusagen für die ärmeren Nationen zu bewegen.

### 2022
Der 13. Petersberger Klimadialog zur Vorbereitung der 27. Weltklimakonferenz fand vom 17. bis 19. Juli 2022 statt, erstmals im Auswärtigen Amt. Die deutsche Außenministerin Annalena Baerbock bezeichnete zum Auftakt die Klimakrise als das größte Risiko für die Sicherheit aller Menschen, weswegen die Antworten an keiner Grenze haltmachen dürften.

### 2023
Der 14. Petersberger Klimadialog fand am 2. und 3. Mai 2023 zur Vorbereitung der 28. Weltklimakonferenz in Dubai erneut in Berlin statt. Auf der Agenda stand vor allem die konkrete Umsetzung der Beschlüsse der COP 27 zur finanziellen Unterstützung von Staaten, die besonders von der Klimakrise betroffen sind. Außerdem sollte es um einen weltweiten Fahrplan zum Ausbau Erneuerbarer Energien und zum schrittweisen Abschied von fossilen Energieträgern gehen. Zum Auftakt wandte sich UN-Generalsekretär António Guterres mit einer Videobotschaft an die Teilnehmenden. Im Anschluss eröffnete Bundesaußenministerin Baerbock die Konferenz formell. Am 3. Mai hielt Bundeskanzler Scholz eine Rede, wo er einen weiteren deutschen Beitrag zum „Green Climate Fund“ i. H. v. zwei Mrd. Euro ankündigte.
Ausrichtende des 14. Petersberger Klimadialogs sind wie immer gemeinsam mit Deutschland die Gastgeber der kommenden Weltklimakonferenz. Als deren Leiter hielt auch Sultan Ahmed Al Jaber eine Rede, Minister für Industrie und Fortschrittstechnologie der Vereinigten Arabischen Emirate (VAE) und zugleich Chef des staatlichen Ölkonzerns ADNOC.

### 2024
Der 15. Petersberger Klimadialog fand am 25. und 26. April 2024 zur Vorbereitung der 29. Weltklimakonferenz in Aserbaidschan erneut in Berlin statt. Inhaltlich geht es insbesondere um die Aufstellung konkreter nationaler Klimaschutz-Pläne und Zwischenziele sowie Wege der Finanzierung.

## Kritik
Beim IX. Petersberger Klimadialog im Juni 2018 wurde die Rede von der damaligen Bundeskanzlerin Angela Merkel im öffentlichen Teil der Veranstaltung wegen vieler Allgemeinplätze von Umweltverbänden, Linken und Grünen scharf kritisiert. Der damalige Bundestagsfraktionschef der Grünen, Anton Hofreiter, forderte im Zusammenhang mit der Veranstaltung eine Entschuldigung von Merkel „für die vielen großen Worte, die sie in der Vergangenheit gefunden hat, und die wenigen Taten, die danach folgten“.